# Tchern
 (octobre 2018).
Si vous disposez d'ouvrages ou d'articles de référence ou si vous connaissez des sites web de qualité traitant du thème abordé ici, merci de compléter l'article en donnant les références utiles à sa vérifiabilité et en les liant à la section « Notes et références ».
Tchern (en russe : Чернь) est une commune urbaine en Russie de type urbain qui se trouve dans l'oblast de Toula, à 104 kilomètres au sud de Toula sur la rive gauche de la rivière Tchern. La bourgade est le chef-lieu du raïon de Tchern. Elle comptait 6 100 habitants en 1989 et 6 387 habitants en 2013. Tchern est reliée à l'autoroute M2, dite autoroute de Crimée.

## Historique
La première mention écrite d'une petite fortification (ostrog) à cet entdroit date de juillet 1566. Elle est mentionnée en 1632 comme ville de la ligne de défense de Belgorod. Sa fortification de bois avec tours, meurtrières et grandes portes subsiste jusqu'au milieu du XVIIIe siècle.
En 1708, la petite ville fait partie du gouvernement d’Azov, puis à partir de 1719 de la province d'Oriol du gouvernement de Kiev. La province est enregistrée dans le gouvernement de Toula en 1732. En 1777, Tchern devient le chef-lieu de l'ouiezd du même nom. En 1924, elle est le chef-lieu du raïon de Tchern (qui dépend à partir de 1937 du nouvel oblast de Toula).
La bourgade est rétrogradée au rang de simple localité rurale en 1926 et devient localité urbaine en 1971. Tchern est suffisamment développée et peuplée aujourd'hui et possède un certain nombre de magasins dont un grand supermarché. Sa rue principale (la rue de la Liberté, oulitsa Svobodnaïa) mesure quatre kilomètres de longueur. Elle dispose de deux établissement d'enseignement professionnel (secondaire et supérieur) et d'un complexe sportif avec piscine. Deux motels sont installés aux abords de la localité.